# Estrella pentagonal
Una estrella pentagonal, también llamada pentagrama, pentáculo, pentalfa, pentángulo o estrella pitagórica es un polígono estrellado de cinco vértices dibujado con cinco segmentos de recta consecutivos tal que cada uno corta a otros dos. Es un polígono complejo.
También se le denomina pentalfa porque su dibujo posee cinco letras A (alpha en griego) y pentángulo por poseer 5 ángulos agudos.

## Historia
Quizás conocido por los antiguos mesopotámicos (por ejemplo los sumerios), fue muy considerado por Pitágoras quien observó su relación con el número áureo. La mayoría de los autores opinan que el pentagrama fue primero conocido y estudiado por los babilonios y de allí lo tomaron los pitagóricos, debido a la coincidente asociación del pentágono regular con el cosmos u orden divino. Sin embargo, hay quienes lo ponen en duda, pues el sumario atribuido a los neoplatónicos Eudemo de Rodas y Proclo menciona que los pitagóricos solo conocían a tres de las figuras cósmicas (poliedros regulares), desconociendo al octaedro y el icosaedro. La explicación dada es que los tomaron de la forma de los cristales naturales y no surgieron de una deducción matemática, lo que iría en contra de la herencia babilónica. Desde entonces se le dio un uso al mismo tiempo místico-mágico y otro científico; en la magia el pentalfa o pentáculo con su punta hacia arriba suele significar al ser humano (de hecho: durante la Edad Media se esbozaban alargados pentalfas para luego sobre ellos dibujar las figuras humanas, y esto puede verse en el célebre grabado de Leonardo Da Vinci.
En ciencia, el pentagrama es una interesante figura que grafica varias leyes matemáticas: guarda una estrecha relación con el número áureo, la sucesión de Fibonacci, la espiral logarítmica, fractales y logaritmos, entre otros, y por ello con muchos fenómenos de la naturaleza.

### Símbolo distintivo
El icono distintivo de los pitagóricos fue una estrella regular de cinco puntas. Un pentágono regular, estrellado o convexo, conlleva virtualmente un conjunto de relaciones geométricas, que descubiertas por los pitagóricos, concluyeron en el hallazgo de una proporción distinguida. Siglos más tarde, Luca Pacioli denominó a esta proporción como «proporción divina»: En este tema aparece también el «número áureo».
En el cristianismo el pentagrama geométrico con el vértice meridiano apuntando hacia arriba significa las cinco llagas de Cristo, y se usó ocasionalmente en estelas.

## Características

Un pentagrama ilustrando la sección áurea contenida en él.

Un pentagrama regular es un polígono estrellado cuyo símbolo de Schläfli es {5/2}. Se dibuja sencillamente partiendo de un pentágono regular, uniendo las esquinas alternadas con líneas y borrando el pentágono original. También pueden extenderse los lados del pentágono hasta su intersección, obteniendo un pentagrama más grande.
La proporción áurea, φ = (1+√5)/2 = 1.618…, que satisface
{\displaystyle \phi =1+2\operatorname {sen}(\pi /10)=1+2\operatorname {sen} 18^{\circ }}
{\displaystyle \phi =1/(2\operatorname {sen}(\pi /10))=1/(2\operatorname {sen} 18^{\circ })}
{\displaystyle \phi =2\cos(\pi /5)=2\cos 36^{\circ }\,}
tiene un papel importante en los pentágonos y pentagramas regulares. Cada línea está dividida en segmentos más pequeños, y si se divide la longitud del segmento más largo por el segmento más corto de cualquier par de segmentos, se obtiene φ.
{\displaystyle \phi ={\frac {\mathrm {rojo} }{\mathrm {verde} }}={\frac {\mathrm {verde} }{\mathrm {azul} }}={\frac {\mathrm {azul} }{\mathrm {purpura} }}}
También, el lado del pentágono mayor es una línea verde, mientas que la diagonal del pentagrama menor es de la misma longitud que el segmento de línea azul.
Como el pentágono regular, y un pentágono regular con un pentagrama dentro, etc., el pentagrama regular tiene como grupo de simetría el grupo diédrico de orden 10.

### Algunos valores trigonométricos significativos
{\displaystyle \operatorname {sen} {\frac {\pi }{10}}=\operatorname {sen} 18^{\circ }={\frac {{\sqrt {5}}-1}{4}}=(\phi -1)/2=1/(2\phi )}
{\displaystyle \cos {\frac {\pi }{10}}=\cos 18^{\circ }={\frac {\sqrt {2(5+{\sqrt {5}})}}{4}}}
{\displaystyle \tan {\frac {\pi }{10}}=\tan 18^{\circ }={\frac {\sqrt {5(5-2{\sqrt {5}})}}{5}}}
{\displaystyle \cot {\frac {\pi }{10}}=\cot 18^{\circ }={\sqrt {5+2{\sqrt {5}}}}}
{\displaystyle \operatorname {sen} {\frac {\pi }{5}}=\operatorname {sen} 36^{\circ }={\frac {\sqrt {2(5-{\sqrt {5}})}}{4}}}
{\displaystyle \cos {\frac {\pi }{5}}=\cos 36^{\circ }={\frac {{\sqrt {5}}+1}{4}}=\phi /2}
{\displaystyle \tan {\frac {\pi }{5}}=\tan 36^{\circ }={\sqrt {5-2{\sqrt {5}}}}}
{\displaystyle \cot {\frac {\pi }{5}}=\cot 36^{\circ }={\frac {\sqrt {5(5+2{\sqrt {5}})}}{5}}}
Como resultado, en un triángulo isósceles con uno o dos ángulos de 36°, el más largo de los lados es φ veces mayor que el más corto, tanto en los triángulos agudos como en los obtusos.

## Miscelánea
Las actuales banderas de Etiopía y de Marruecos tienen dibujado un pentalfa en su centro.